# The Brat
The Brat is een Amerikaanse filmkomedie uit 1931 onder regie van John Ford. Het scenario is gebaseerd op het gelijknamige toneelstuk uit 1917 van de Amerikaanse schrijfster Maude Fulton. De film werd destijds in Nederland uitgebracht onder de titel Een kind van de straat.

## Verhaal
Een straatmeisje wordt opgenomen in het huishouden van een rijke schrijver. Aanvankelijk ergert het gezin zich aan haar, maar na verloop van tijd beginnen ze het straatmeisje te bewonderen. De zoon van de schrijver wordt zelfs verliefd op haar. Het meisje is echter verliefd op de schrijver zelf.

## Rolverdeling
| Acteur               | Personage          |
| -------------------- | ------------------ |
| Sally O'Neil         | Straatmeisje       |
| Alan Dinehart        | MacMillan Forester |
| Frank Albertson      | Stephen Forester   |
| William Collier sr.  | Rechter O'Flaherty |
| Virginia Cherrill    | Angela             |
| June Collyer         | Jane               |
| J. Farrell MacDonald | Timson             |
| Mary Forbes          | Mrs. Forester      |
| Albert Gran          | Bisschop           |
| Louise Mackintosh    | Lena               |
| Margaret Mann        | Huishoudster       |